# Mark Spitz
Mark Andrew Spitz (10. února 1950, Modesto, Kalifornie, USA) je americký plavec, který na letních olympijských hrách v letech 1968 a 1972 získal celkem 11 medailí. Je devítinásobným olympijským vítězem a dále získal jednu stříbrnou a jednu bronzovou olympijskou medaili. Na Letních olympijských hrách 1972 v Mnichově se stal nejúspěšnějším účastníkem těchto her, když získal 7 zlatých medailí na jedněch hrách.
Během své kariéry vytvořil 33 světových rekordů v plavání. V letech 1969, 1971 a 1972 byl vyhlášen Světovým plavcem roku. Až do Letních olympijských her 2008 v Pekingu se jednalo o nejúspěšnějšího plavce všech dob, který byl po dobu 36 let nikým nepřekonanou legendou tohoto sportovního odvětví, dokud ho nepřekonal Michael Phelps ziskem 8 zlatých medailí.